# Hans Friedhelm Gaul
Hans Friedhelm Gaul (* 19. November 1927 in Bicken) ist ein deutscher Jurist und ehemaliger Hochschullehrer an der Rheinischen Friedrich-Wilhelms-Universität Bonn.

## Leben
Gaul wuchs in Dillenburg auf, wo er zunächst die Schule besuchte. Nachdem er 1944 zum Militärdienst eingezogen wurde, wurde er später verwundet und geriet in Kriegsgefangenschaft. Nach Kriegsende holte er am Dillenburger Gymnasium sein Abitur nach und nahm 1948 das Studium der Rechtswissenschaften an der Universität Frankfurt am Main auf. 1952 legte er sein Erstes Juristisches Staatsexamen ab, 1957 sein Zweites. Bereits im Jahr zuvor hatte Gaul bei Gerhard Schiedermair zum Doktor der Rechte promoviert. Von 1957 bis 1965 arbeitete Gaul als wissenschaftlicher Assistent von Friedrich Wilhelm Bosch an der Universität Bonn. Dort habilitierte er sich im Wintersemester 1965/66 mit der unveröffentlichten Schrift Der Rechtskraftkonflikt im Lichte der Dogmen- und Kodifikationsgeschichte.
Bereits vor Vollendung seiner Habilitation hatte Gaul im Wintersemester 1965/66 einen Lehrstuhl an der Universität Bochum vertreten. Im Sommersemester 1966 war er dort als Gastprofessor tätig. 1966 folgte er Bosch auf den Lehrstuhl für Zivilrecht und Zivilprozeßrecht an der Universität Bonn nach. Ebenfalls 1966 gründete Gaul das Institut für Zivilprozeßrecht an der Universität, dessen Direktor er wurde. Im akademischen Jahr 1969/70 war Gaul Dekan der Bonner Rechts- und Staatswissenschaftlichen Fakultät. 1993 wurde Gaul emeritiert. Die Universität Athen verlieh Gaul 1999 die Ehrendoktorwürde.
Zu Gauls Schülern zählen Eberhard Schilken und Ekkehard Becker-Eberhard.

## Veröffentlichungen (Auswahl)
- Die Grundlagen des Wiederaufnahmerechts. Gieseking, Bielefeld 1956 (Dissertation).
- Zur Rechtsstellung der Kreditinstitute als Drittschuldner in der Zwangsvollstreckung. Deutscher Sparkassenverlag, Stuttgart 1978.
- als Herausgeber: Familienrecht in Geschichte und Gegenwart - Symposion aus Anlaß des 80. Geburtstags von Friedrich Wilhelm Bosch. Gieseking, Bielefeld 1992, ISBN 3-7694-0467-X.
- Leo Rosenberg (Begr.), Friedhelm Gaul, Eberhard Schilken & Ekkehard Becker-Eberhard: Zwangsvollstreckungsrecht. 12. Auflage. C.H. Beck, München 2010, ISBN 978-3-406-59515-8.